# Ouachita-Höckerschildkröte
Die Ouachita-Höckerschildkröte (Graptemys ouachitensis) ist eine Art aus der Familie der Neuwelt-Sumpfschildkröten (Emydidae) und kommt in der Region des Mississippi River und des Ouachita River in den Vereinigten Staaten vor.

## Erscheinungsbild
Die Ouachita-Höckerschildkröte besitzt einen deutlich sichtbaren Kiel auf dem Carapax mit niedrigen Dornen. Der hintere Rand des Carapax ist stark gezackt. Der Carapax hat eine braune bis olive Färbung. Der Bauchpanzer ist bei erwachsenen Tieren beige bis gelb. Jungtiere besitzen an den Schildnähten noch ein Streifenmuster. Die Haut ist bräunlich-oliv, je nach Verbreitungsgebiet auch rotbraun und wird von gelblichen Streifen geziert.
Die Geschlechter lassen sich relativ leicht unterscheiden. Das Männchen hat einen deutlich dickeren Schwanz, an dessen hinteren Drittel sich die Kloakenöffnung befindet. Zudem ist das Männchen mit ca. 10 bis 14 Zentimetern Länge nur ungefähr halb so lang wie das Weibchen und besitzt auch einen kleineren, schmaleren Kopf. Sekundäre Geschlechtsmerkmale sind die verlängerten Krallen an den vorderen Gliedmaßen. Weibchen sind in den Gesamtproportionen kräftiger und werden mit ca. 20 bis 24 cm  auch deutlich größer als die Männchen. Der Schwanz ist klein und schmal, die Kloakenöffnung liegt nah am Bauchpanzer.
Die Ouachita-Höckerschildkröte wird oft mit der Falschen Landkarten-Höckerschildkröte (Graptemys pseudogeographica pseudogeographica) und der Mississippi-Höckerschildkröte (Graptemys pseudogeographica kohnii) verwechselt. Sie ist jedoch durch einen charakteristischen gelben Punkt jeweils am Mundwinkel unterhalb des Auges klar von den beiden zu unterscheiden. Die beiden Flecken auf dem Kopf oberhalb der Augen sind deutlich breiter als bei der Mississippi-Höckerschildkröte.
Es werden zwei Unterarten unterschieden:
- Graptemys ouachitensis ouachitensis Cagle, 1953
- Graptemys ouachitensis sabinensis Cagle, 1953

## Verbreitung und Lebensraum
In ihrer Verbreitung ist sie auf das Ouachita-Flusssystem und Zuflüsse des Mississippi River beschränkt. Diese liegen im nördlichen Louisiana, westlich nach Oklahoma bis nordwärts nach Kansas, Iowa, Minnesota, Wisconsin, Illinois, Indiana und Ohio.
Die Ouachita-Höckerschildkröte bewohnt die Flüsse vom Uferbereich bis in die mittleren Bereiche mit mehr oder weniger dichter Vegetation. Sie ist eine gute Schwimmerin und auch in starker Strömung zu finden. Zum Sonnen setzt sie sich auf umgestürzte Bäume oder aus dem Wasser ragende Wurzeln, die komplett von Wasser umgeben sind.

## Lebensweise

### Ernährung
Diese Schildkrötenart ernährt sich überwiegend von tierischer Kost. Sie hat sich auf Mollusken spezialisiert und taucht nach Muscheln und Wasserschnecken sowie nach aquatilen Insekten. Weibliche Tiere ernähren sich mit zunehmendem Alter, vorwiegend pflanzlich, Männchen nehmen nur selten pflanzliche Nahrung zu sich. Je nach Verbreitungsgebiet, hält diese Art von Dezember bis Mitte Februar Winterruhe. Nur Tiere aus südlichen Verbreitungsgebieten bleiben auch in den Wintermonaten aktiv.

### Fortpflanzung
Paarungszeit ist im Frühjahr und im Herbst. Männchen balzen, indem sie sich dem Weibchen, mit nickendem Kopf, frontal nähern. Nach dem Paarungsakt suchen die Weibchen Randbereiche des Flusses und Altarme auf, um Eier zu legen. Diese werden auf starken Erhöhungen des Uferbereiches eingegraben, um eine Überschwemmung des Geleges zu verhindern.